# Sidsel Trägårdh
Sidsel Trägårdh, född 20 augusti 1912 i Kongsberg, Norge, död 12 december 1989 i Paris, Frankrike, var en norsk-svensk målare och mönsterformgivare.
Hon var dotter till militären Henrik Schiøtz och Ingierta Friis och gift med Björn Trägårdh. Modern tog sina båda döttrar för att utbilda dottern Inger   i fridans vid Jacques Dalcrozeinstitutet  i Genève och lämnade maken av okänd anledning. Då Inger senare blev antagen vid Opera de Paris 1921? flyttade familjen dit och samtidigt återtogs flicknamnet Friis( Schiotz var omöjligt att använda på det franska språket) Sidsel studerade konst för Marcel Gromaire vid Académie Scandinave 1930. Under sin Paristid medverkade hon i ett flertal grupputställningar och hon har vid några tillfällen ställt ut med sin man. Hennes konst består av blomsterstilleben, porträtt, figurer och mönstertecknande för textil och trycksaker. Hon var representerad vid Institut Tessin i Paris men tavlan flyttades senare till Nationalmuseum.Barn: Catherine Layla f 1941 Anne och Eric.